# 心拟扁蛛
心拟扁蛛（学名：Selenops cordatus）为拟扁蛛科拟扁蛛属的动物。在中国大陆，分布于四川等地，一般栖息于树枝、草丛、墙角。该物种的模式产地在四川。